# Ngezi Platinum FC
Ngezi Platinum Football Club w skrócie Ngezi Platinum FC – zimbabwejski klub piłkarski grający w zimbabwejskiej pierwszej lidze, mający siedzibę w mieście Ngezi.

## Występy w afrykańskich pucharach
| Sezon | Rozgrywki           | Runda   | Kraj      | Klub              | Dom | Wyjazd | Dwumecz |
| ----- | ------------------- | ------- | --------- | ----------------- | --- | ------ | ------- |
| 2017  | Puchar Konfederacji | wstępna | Mauritius | Pamplemousses SC  | 1–0 | 1–1    | 2–1     |
| 2017  | Puchar Konfederacji | 1       | Angola    | Recreativo Libolo | 0–0 | 1–2    | 1–2     |

## Stadion
Domowe mecze klub rozgrywa na stadionie o nazwie Baobab Stadium, Ngezi. Stadion może pomieścić 1000 widzów.

## Reprezentanci kraju grający w klubie
Stan na listopad 2023.
| - Qadr Amini - Clive Augusto - Nelson Chadya - Devon Chafa - Liberty Chakoroma - Tichaona Chipunza - Bernard Donovan - Terrence Dzvukamanja - Partson Jaure - Daniel Kamunenga - Evans Katema - Mitchell Katsvairo - Farai Madhanaga | - Byron Madzokere - Frank Makarati - Keith Mavhunga - Takabva Mawaya - Denver Mukamba - Delic Murimba - Godknows Murwira - Washington Pakamisa - MacClive Phiri - Simba Sithole - Wellington Taderera - Gerald Takwara |